# Ricardo Acioly
Ricardo Acioly (Rio de Janeiro, 4 febbraio 1964) è un ex tennista e allenatore di tennis brasiliano.

## Carriera

### Giocatore
In carriera ha vinto tre titoli di doppio. Nei tornei del Grande Slam ha ottenuto il suo miglior risultato raggiungendo il secondo turno nel doppio agli US Open nel 1987.
In Coppa Davis ha giocato un totale di 4 partite, ottenendo una vittoria e 3 sconfitte.

### Allenatore
Ha cominciato ad allenare nel 1993 ed ha seguito tra gli altri Marcelo Ríos, Gabriela Sabatini, Fernando Meligeni, Nicolás Pereira, André Sá, Hernán Gumy, Javier Frana, Alexandre Simoni e, dal 2005, João Souza. Ha capitanato la Nazionale di Coppa Davis del Brasile e la selezione per i Giochi della XXVII Olimpiade di Sydney nel 2000.

## Statistiche

### Doppio

#### Vittorie (3)
| Numero | Anno              | Torneo                | Superficie  | Compagno       | Avversari in finale               | Punteggio     |
| 1.     | 26 ottobre 1986   | Vienna Open, Vienna   | Cemento     | Wojciech Fibak | Brad Gilbert Slobodan Živojinović | abbandono     |
| 2.     | 20 settembre 1987 | Geneva Open, Ginevra  | Terra rossa | Luiz Mattar    | Mansour Bahrami Diego Pérez       | 3-6, 6-4, 6-2 |
| 3.     | 12 febbraio 1989  | Guarujá Open, Guarujá | Cemento     | Dácio Campos   | César Kist Mauro Menezes          | 7-6, 7-6      |

#### Finali perse (3)
| Numero | Anno              | Torneo                          | Superficie  | Compagno      | Avversari in finale            | Punteggio     |
| 1.     | 3 agosto 1986     | Sovran Bank Classic, Washington | Terra rossa | César Kist    | Hans Gildemeister Andrés Gómez | 3-6, 5-7      |
| 2.     | 15 settembre 1991 | Brasilia Open, Brasilia         | Sintetico   | Mauro Menezes | Kent Kinnear Roger Smith       | 4-6, 3-6      |
| 3.     | 9 febbraio 1992   | Maceió Open, Maceió             | Terra rossa | Mauro Menezes | Gabriel Markus John Sobel      | 4-6, 6-1, 5-7 |